# Оскар Фішинґер
Оскар Вільгельм Фішінґер (нім. Oskar Wilhelm Fischinger; 22 червня 1900 — 31 січня 1967) — німецько-американський мультиплікатор-абстракціоніст, режисер і художник, знаний зі створення абстрактних музичних анімацій за багато десятиліть до появи комп'ютерної графіки і музичних кліпів. Створив спеціальні ефекти для одного з найперших науково-фантастичних фільмів — «Жінка на Місяці» (нім. Frau im Mond) Фріца Ланга (1929).
У доробку Фішінґера понад 50 короткометражних фільмів, близько 800 творів живопису, багато з яких зберігаються в музеях та приватних колекціях усього світу. Анімаційний фільм Фішінґера Motion Picture #1 (1947) входить до Національного реєстру фільмів США Бібліотеки Конгресу як «культурно, історично й естетично значущий».

## Біографія
З дитинства цікавився музикою, згодом вона стала його життєвим покликанням. Перед 1914 роком почав вивчати будову скрипки й органу (як частину вивчення математичної теорії гармонік). Маючи надто юний вік і заслабке здоров'я для військової служби, у роки Першої світової війни вивчав архітектурне планування й інструментальний дизайн. На початку квітня 1921 року був буквально зачарований першим виступом Вальтера Рутмана (англ. Walther Ruttmann) з його Light-Play Opus No.1 (абстракціоністьський фільм в кольорі з живим звуком) і постановив присвятити себе абстрактному кінематографу, де планував найліпше поєднати свої здібності в музиці та графіці.
Його перші стрічки (початок 1920-х років) були найрадикальнішими з усіх його фільмів, можливо тому, що він відчував виклик: створити щось абсолютно відмінне від романтичної хореографії малих фігур у фільмах Вальтера Рутмана чи статичного зображення графічних нюансів у роботах Вікінга Еґґелінґа (англ. Viking Eggeling). Фішінґер також зазнав впливу тибетського буддизму (ламаїзму) завдяки вивченню структури медитативних мандал. У своїх Воскових експериментах (Wax Experiments) та Спіралях (Spirals) розробив візуальні патерни високого рівня складності, які запускав рухатися гіпнотичними колами, іноді перериваючи цей рух редагуванням поодиноких кадрів і заповнюючи їх контрастними графічними формами. Така ж віртуозність редагування характерна і для його R-1: Гра форм (R-1: A Form-Play) — вражаючого абстракціоністського багатопроекторного шоу (було задіяно 5 фільмо- та слайдопроекторів), з яким він виступав у 1925—1927.
Протягом цього періоду заробляв на життя, малюючи звичайні мультфільми, де вдало використовував і демонстрував свою майстерність в зображенні реалістичної анатомії, перспективи та графічного розкриття сюжету. Але його власні Духовні Конструкції (Spiritual Constructions) демонструють ті ж, притаманні йому радикальність і експериментаторство в техніках: невеличка оповідь про двох п'яничок, що, сварячись і заточуючись, намагаються дістатися домів, перетворюється в епічний вояж деформованих форм і спотворених відчуттів, які були зображені з використанням того ж таки притаманного Оскару покадрового редагування та шкалювання безпосередньо самої плівки в кадрах — ці пристрої та техніки знову з'являться лише 30 років по тому і будуть використані Стеном Брекеджем (англ. Stan Brakhage).